# Paul Ignaz Vogel
Paul Ignaz Vogel (* 19. Juni 1939 in Riehen bei Basel) ist ein Schweizer Publizist. Er gründete 1963 die Schweizer Monatszeitschrift Neutralität, die er bis 1974 herausgab.

## Leben
Vogel studierte 1962 und 1963 in West-Berlin, ehe er nach Basel in die Schweiz zurückkehrte.
In Basel gründete er 1963 ohne Eigenkapital die Zeitschrift Neutralität, die er selbst herausgab. In seinem Beitrag Tauwetter im Cahier 18 des Centre Dürrenmatt erwähnt Vogel die menschliche Notsituation im damals geteilten Berlin des Kalten Krieges. Diese hatte Anlass zur Gründung der Zeitschrift Neutralität gegeben; die Publikation wurde zu einem Organ für die friedliche Koexistenz. In ihr schrieben namhafte Autoren wie Arnold Künzli, Konrad Farner und Max Frisch. Die Zeitschrift wurde bis 1965 vom Schweizer Germanisten Walter Muschg finanziell unterstützt. Vogel und sein Freundeskreis aus dem Umfeld der Zeitschrift bezeichneten sich selbst als Nonkonformisten.
Von 1967 bis 1968 arbeitete er beim Büro Cortesi in Biel und wurde von Mario Cortesi «bei der Herstellung der ‹Neutralität› unterstützt». Ab Herbst 1968 war er wieder in Bern.
1969 wurde dem Schweizer Dramatiker Friedrich Dürrenmatt der Grosse Literaturpreis des Kantons Bern verliehen. Er reichte diesen anlässlich der Überreichungsfeier an Sergius Golowin, Arthur Villard und Paul Ignaz Vogel weiter.
Ende 1969 erhob Vogel den Vorwurf, der damalige Schweizer Bundesrat Ludwig von Moos sei dem Antisemitismus der Nazis nahegestanden. In der 2016 publizierten Biografie über Georges Brunschvig schrieb Hannah Einhaus: «Auf eine Interpellation im Nationalrat gegen eine Niederlassung Globkes in der Schweiz nahm Bundesrat Ludwig von Moos diesen im Oktober 1964 in Schutz. […] Zwei wichtige Gemeinsamkeiten verbanden von Moos und Globke: Obschon nicht Mitglied der Fronten beziehungsweise der NSDAP, bewiesen beide mit ihren Schriften eine ausgeprägte antijüdische Haltung, und beide entwickelten sich nach dem Krieg zu Schlüsselfiguren im jeweiligen Land.»
1970 trat Vogel «als Reaktion gegen die Neue Linke» in die Sozialdemokratische Partei der Schweiz ein und geriet «in der Folge auch mit seiner Zeitschrift immer mehr in Abhängigkeit von SP und Gewerkschaften.» 1989 trat er aus der Sozialdemokratischen Partei der Schweiz aus.
1995 wurde durch ein aussergerichtliches Einsichtsverfahren in die Staatsschutzakten bekannt, dass der schweizerische Geheimdienst das Leben von Vogel ab 1962 intensiv verfolgt hatte. 1974 stellte der Staatsschutz gleichzeitig mit dem Ende der Zeitschrift Neutralität die Observation von Vogel ein, wie im Buch Napf, eine Gratwanderung im Kalten Krieg auf Seite 121 beschrieben wird. Die letzte Ausgabe der Zeitschrift Neutralität erschien im November 1974 als Nr. 5 des 12. Jahrganges.
1996 gründete Vogel, selbst arbeitslos, den sozialpolitischen Mediendienst «Hälfte/Moitié». Dieser erschien bis 2016. Im Jahr 1998 trat Vogel in die Dienste der Gewerkschaft Druck und Papier, später comedia (heute Syndicom) ein und betreute dort bis Mitte 2004 die Erwerbslosen und Ausgesteuerten. 2005 erschien sein autobiografisches Buch Napf: eine Gratwanderung im Kalten Krieg. 2025 publizierte er seine Lebenserinnerungen unter dem Titel Jenes Gelände.

## Werke (Auswahl)
- Napf. Eine Gratwanderung im Kalten Krieg. Edition Hälfte, Bern-Liebefeld 2005, ISBN 978-3-033-00509-9.
- Gemeinsam mit Giuseppe Dunghi: Wut tut gut: Zeitung zur Lage der erwerbslosen Ausgesteuerten. Der Kapitalismus schafft neue Armut! Aktionszeitung. Comedia, Bern 2000.
- Jenes Gelände. Lebenserinnerungen, NZZ Libro, Basel 2025, ISBN 978-3-03980-021-6.